# Rüttelhorn
Rüttelhorn är en kulle i Schweiz.   Den ligger i distriktet Bezirk Thal och kantonen Solothurn, i den centrala delen av landet, 40 km norr om huvudstaden Bern. Toppen på Rüttelhorn är 1 149 meter över havet.
Terrängen runt Rüttelhorn är huvudsakligen kuperad, men söderut är den platt. Runt Rüttelhorn är det tätbefolkat, med 276 invånare per kvadratkilometer.. Närmaste större samhälle är Grenchen, 18,6 km sydväst om Rüttelhorn. 
Omgivningarna runt Rüttelhorn är en mosaik av jordbruksmark och naturlig växtlighet.